# Spogostylum seriepunctatus
Spogostylum seriepunctatus är en tvåvingeart som först beskrevs av Osten Sacken 1887.  Spogostylum seriepunctatus ingår i släktet Spogostylum och familjen svävflugor. Inga underarter finns listade i Catalogue of Life.